# Vitorino Campos
Vitorino Campos (Feira de Santana, 15 de dezembro de 1987) é um estilista brasileiro. Criado entre o ateliê de “alta-costura” de uma tia e a fábrica de fardamentos da mãe, Vitorino cresceu rodeado por tecidos e aviamentos, aprendendo desde cedo o poder de comunicação através das roupas.
Graduado em Design de moda pela Universidade Salvador (UNIFACS),  criou sua marca homônima em 2008 e entrou para o calendário oficial de moda nacional, no SPFW em junho de 2012. Vitorino Campos se tornou um dos nomes mais promissores da moda brasileira, sendo citado pela Vogue Americana como um dos dois estilistas brasileiros que todos deveriam estar falando. Além disso, foi incluído pela revista Elle entre os sete nomes da alta-costura sob medida no país, associando-se à Associação Brasileira de Estilistas (ABEST), e ganhando o prêmio CONTIGO! Talentos do Brasil, como o melhor profissional de moda da Bahia. Internautas o elegeram como Melhor Estilista na 7ª edição do Prêmio QUEM e a revista L´Officiel lhe indicou como um dos cinco estilistas da América Latina com futuro promissor na moda internacional.
Em 2016, foi eleito estilista do ano pelo Prêmio APCA. Além de sua própria marca, Vitorino também trabalha como estilista da Animale, assinando seus desfiles desde 2014.
Seu trabalho é reflexo da seriedade e do desenvolvimento primoroso de peças no prêt-à-porter e sob medida, sempre com componentes de altíssima qualidade. Para mulheres reais, mas com projeção no desejo, somando inteligência e suavidade. O cuidado com acabamento, além do olhar e sensibilidade com a costura, são suas marcas registradas. A simplicidade é o ponto alto da sofisticação em linhas impecáveis.
“Gosto do bom corte e da roupa bem feita. Uma base que se integra à peça para que haja uma conexão com quem veste e o que se está vestindo”.